# Ayuntamiento de Ivano-Frankivsk
El ayuntamiento de Ivano-Frankivsk (en ucraniano: Івано-Франківська ратуша), conocido oficialmente como Ratusha, es un edificio de varios pisos de altura en el centro (casco antiguo) de la ciudad de Ivano-Frankivsk, Ucrania. Antiguamente sirvió como ayuntamiento (en alemán: Rathaus y en polaco: Ratusz, de ahí el nombre) y ahora alberga el Museo Regional de Ivano-Frankivsk y un mirador.  
Es el único ayuntamiento de Ucrania construido en estilo Art déco, una de las corrientes del modernismo. El diseño actual fue creado en la década de 1920 por el arquitecto polaco Stanisław Trela, mientras que el edificio original se construyó cuando se fundó la ciudad, en el siglo XVII. El edificio está construido de tal manera que, visto desde arriba, recuerda a la orden polaca de Virtuti Militari.  

## Geografía
El edificio está situado en el centro, en la Plaza del Mercado de la ciudad (Ploshcha Rynok en ucraniano).  

## Historia

### Primeros diseños
Al principio, el ratusz en Stanisławów se construyó en medio de una fortaleza que se convirtió en la ciudad de Stanisławów, que adquirió sus derechos de ciudad del conde Andrzej Potocki en 1662. No se sabe exactamente cuándo comenzó la construcción, pero el ratusz fue mencionado por primera vez en 1666 como un edificio de madera. Presumiblemente se trataba de una estructura temporal, ya que en 1672 fue reemplazada por un edificio de nueve pisos de altura hecho de madera y roca de estilo renacentista tardío. El edificio, tal como estaba previsto, sirvió como sede de reuniones de la administración de la ciudad y del tribunal (es decir, como ayuntamiento), aunque también sirvió como puesto de observación. Sin embargo, ya en 1677, después de que la ciudad resistiera el asedio turco, fue simplemente desmantelada.
Unos veinte años después, a petición de Józef Potocki, se inició la construcción del nuevo ratusz. Para ello se invitó al arquitecto Karol Benoe, quien terminó el proyecto en 1695. Según Kowalczyk, la arquitectura de ese edificio recordaba el estilo de Sebastiano Serlio. El nuevo edificio fue construido según un diseño similar al ratusz de Husiatin, sólo que más alto. En total el nuevo edificio tenía nueve plantas y estaba rematado con un pequeño techo en forma de cúpula, encima del cual se encontraba un conjunto escultórico del Arcángel Miguel venciendo a una serpiente (reemplazado en 1825 por un águila, ya que había quedado deteriorada por una tormenta). En el nivel del quinto piso, en cada una de sus torres, se colocaron cuatro relojes que cada 15 minutos accionaban un sistema de campanas instaladas debajo de la cúpula. El suelo estaba rodeado por un mirador. El segundo y tercer piso del Ratusz fueron destinados a la administración de la ciudad, mientras que el primer piso se alquiló para varias tiendas comerciales, que en algún momento llegaron a tener hasta 24. En el sótano del ratusz se construyó una cárcel. También había una única entrada desde el lado occidental a través de una puerta sobre la que se colocó un escudo de armas de la familia Potocki. En el lado sur se instaló una estatua de hierro de un vendedor de pan judío con un cartel "jeden grosz" para mostrar lo barato que es el pan en la ciudad. 

### SigloXIX

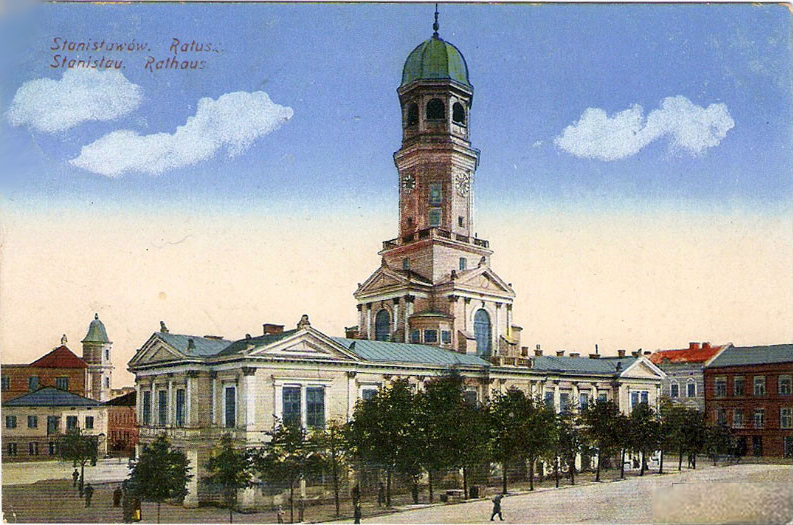
Ayuntamiento de Ivano-Frankivsk

En 1801 el magistrado polaco de la ciudad fue evacuado del edificio, que pasó a manos de las autoridades austriacas. Desde entonces, Ratusz se utilizó como cárcel y tienda de ropa militar. El 28 de septiembre de 1868 se produjo un gran incendio en la ciudad. Originado del lado sur, se extendió por el resto de la ciudad y también incendió el ratusz, del que sólo quedó su estructura de acero. Después de 200 años, el edificio fue destruido por primera vez.
La reconstrucción del Rathaus, sin embargo, comenzó bastante rápido y en 1870 en la ciudad se inició la construcción de un nuevo Ratusz por parte de una empresa constructora de Leópolis. Los arquitectos del nuevo edificio fueron Anasthasius Przybilowski y Filip Pokutyński. El 6 de junio de 1870 se colocaron los cimientos del nuevo ayuntamiento, y la construcción finalizó al año siguiente, en 1871. En el interior de la fundación se colocó una cápsula con un pergamino sobre la historia del Rathaus y antiguas monedas y medallas polacas y austriacas.
El nuevo ayuntamiento tenía la forma de un enorme edificio de dos pisos con una torre alta (conservada del diseño anterior). Hasta el quinto piso estaba revestido de mármol blanco. Sobre ella se colocaron galerías de observación, sobre las cuales colgaba un reloj en los cuatro lados de la torre. Una cúpula alargada casi esférica coronaba el edificio. La característica principal del rathaus era la sala de sesiones del ayuntamiento de la ciudad. En el sótano del edificio se ubicaron nuevamente las salas de detención preliminar (casa de detención). 

### SiglosXXyXXI
Durante la Primera Guerra Mundial, en febrero de 1915, se produjeron varios enfrentamientos militares en las cercanías de Stanisławów, de los cuales el Rathaus sufrió numerosas grietas. El edificio en sí no se cayó; sin embargo, el edificio se encontraba en condiciones de emergencia. Después de la guerra, las guerras en Europa del Este continuaron hasta la década de 1920, en la que se asentó el control de la Segunda República Polaca en la zona. En los primeros años después de la guerra, Polonia atravesó tiempos económicamente difíciles y pasó algún tiempo antes de que el gobierno decidiera restaurar el antiguo ayuntamiento. En 1929, el gobierno polaco contrató a la empresa Krash and Company para trabajar en el ayuntamiento. Ese diciembre, el gobierno local aceptó una oferta para el edificio y en 1930 aceptó un diseño del arquitecto  Stanisław Trela. Durante la instalación de los cimientos del ala sureste del edificio, los trabajadores instalaron una cápsula del tiempo que contenía planos del nuevo diseño, fotografías del antiguo Rathaus y otros documentos. Los planes iniciales tenían la construcción terminada en 1932, pero, por falta de financiación, la construcción continuó hasta 1935, mientras que los trabajos decorativos continuaron hasta la Segunda Guerra Mundial.
El Rathaus sobrevivió a la Segunda Guerra Mundial. El espacio del edificio fue arrendado a numerosas tiendas que, tras la invasión soviética de Polonia de 1939, fueron cerradas. Durante la ocupación nazi, los seguidores de Hitler intentaron destruir el edificio, pero no pudieron volarlo porque el edificio estaba construido con hormigón armado. Los alemanes lograron, sin embargo, volar su ala noroeste antes de ser expulsados por el Ejército Rojo. 
Después de la pasar a manos de la Unión Soviética, el edificio se utilizó como almacén. En 1957, la administración regional del óblast de Ivano-Frankivsk financió un proyecto de renovación que continuó hasta 1958. El 26 de abril de 1959 el edificio reabrió sus puertas como museo regional, que aún alberga en la actualidad.
En el nuevo año 2007, se instalaron en el ayuntamiento 4 nuevos relojes con mecanismo automático y timbres electrónicos, que tocan 12 melodías ucranianas muy similares a las campanas, además de marcar las horas y los cuartos.

## Arquitectura
El diseño del edificio representa una cruz en planta, la Orden Virtuti Militari. En el cruce de la cruz se levanta una torre rematada con una cúpula que recuerda a un casco militar. En el cuarto piso, en cada esquina, se colocaron águilas de bronce que representan el símbolo del estado polaco (el águila blanca). Durante las renovaciones de 1957, las águilas fueron reemplazadas por decoraciones escultóricas inexpresivas. La altura total del rathaus es de 49,5 m, una altura que en el momento de su construcción la convirtió en la estructura más alta de la ciudad. A diferencia de las versiones anteriores del edificio, este no sirvió como ayuntamiento, sino como representación simbólica del pasado.

## Galería

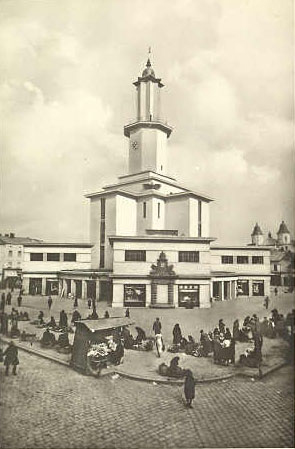
Fachada del ayuntamiento en 1938
Fachada y plaza del ayuntamiento
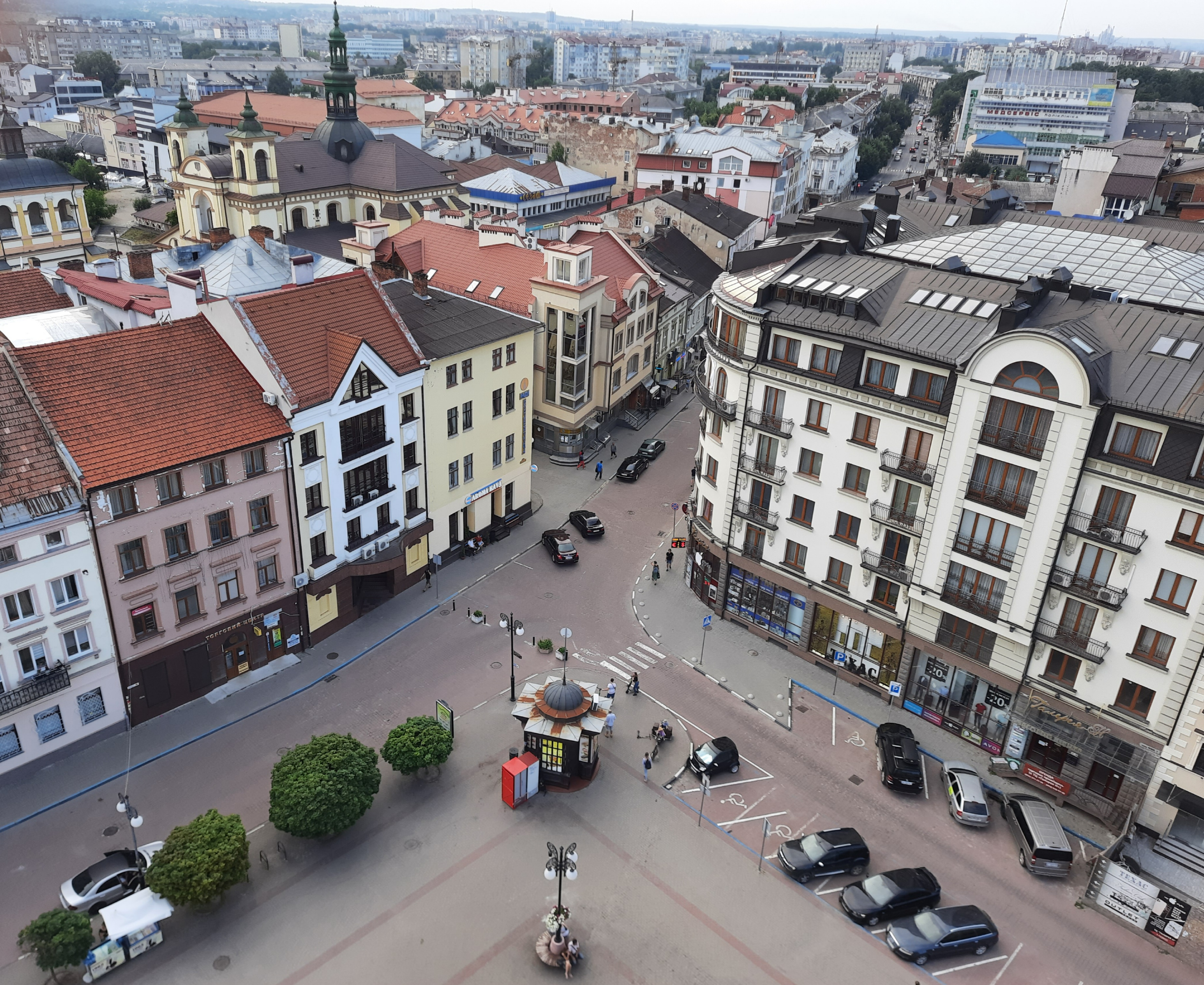
Vista de Ivano-Frankivsk desde el ayuntamiento
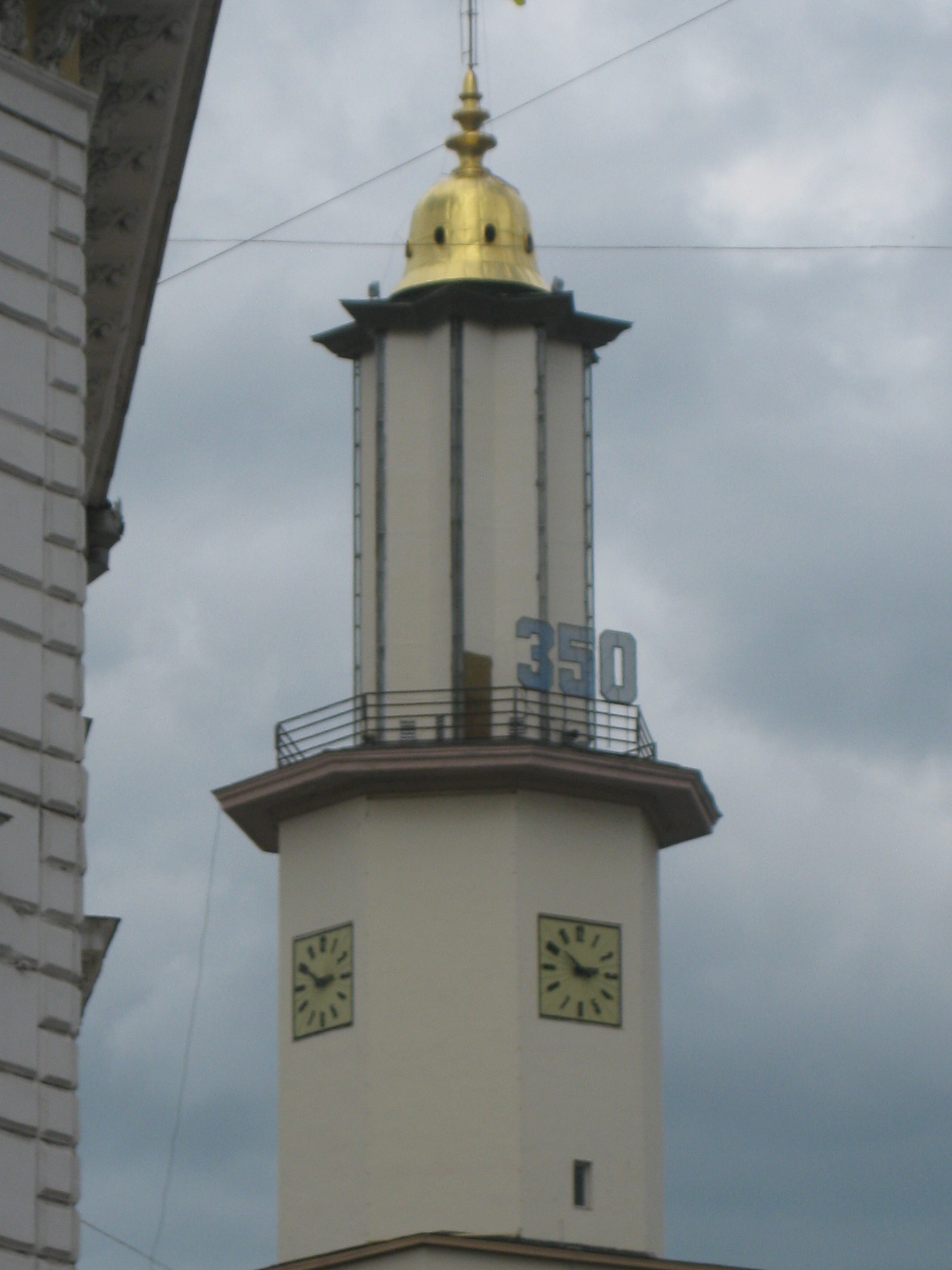
Cúpula del ayuntamiento